# 斯坦·瓊斯 (印第安納州政治人物)
斯坦利·戈登·「斯坦」·瓊斯（英語：Stanley Gordon "Stan" Jones；1949年11月22日—2017年2月6日），是美國的政治人物和教育家。

## 生平
瓊斯於俄亥俄州辛辛那提出生，1967年移居到印第安那州西拉法葉，1974年於普渡大學取得學士學位。隨後，他在1975年以民主黨黨員身分當選為印第安納州眾議院第二十六選區議員直到1990年卸任。
此後瓊斯於1995年至2009年出任印第安納州高等教育專員，並在2009年創立美國完全學院（Complete College America）。2017年2月6日，他在印第安納波利斯的家中逝世。